# Вера Йоурова
Вера Йоурова (чеськ. Věra Jourová; нар. 18 серпня 1964, Тршебич) — чеська політична діячка, підприємиця і юристка. З січня 2014 вона міністерка регіонального розвитку в уряді Богуслава Соботки. Членкиня Палати депутатів від партії ANO 2011.
Йоурова є номінованою чеською єврокомісаркою з правосуддя, споживачів і ґендерної рівності (з 1 листопада 2014). Працювала як державна посадова особа з питань регіонального фінансування ЄС (2001–2006), з 2006 по 2013 вона була співвласницею Primavera Consulting, яка пропонувала послуги в області регіональних фондів ЄС.
1991 року закінчила філософський факультет Карлового університету в Празі, а 2012 року, в тому ж університеті, отримала ступінь магістра права. Володіє англійською, російською, знає румунську мову.